# Do the Right Thing
Do the Right Thing är en amerikansk film från 1989 i regi av Spike Lee. Filmen nominerades till flera Oscars (inklusive till Danny Aiello för bästa manliga biroll) och Golden Globes, men vann ej något pris. Filmen hade svensk premiär den 6 oktober 1989.
Filmen inleds till tonerna av Public Enemys låt "Fight the Power". Filmen har vunnit ett flertal priser, och 1999 ansågs den "kulturellt betydelsefull" av USA:s kongressbibliotek och valdes ut för bevarande i National Film Registry.

## Handling
Filmen skildrar pizzabudet Mookies dag i kvarteret Bedford-Stuyvesant i Brooklyn. Det är en mycket varm dag och en dispyt på Sals Famous Pizzeria leder till en situation som urartar.

## Medverkande (i urval)
- Danny Aiello - Sal, pizzeriainnehavare
- Richard Edson - Vito, pizzeriabiträde, Sals son
- John Turturro - Pino, pizzeriabiträde, Sals son
- Spike Lee - Mookie, pizzabud
- Ossie Davis - Da Mayor
- Ruby Dee - Mother Sister
- Samuel L. Jackson - Mister Senor Love Daddy, radiopratare
- Giancarlo Esposito - Buggin Out
- Bill Nunn - Radio Raheem
- Roger Guenveur Smith - Smiley, funktionsnedsatt försäljare